# Tjörnarps kyrka
Tjörnarps kyrka är en kyrkobyggnad i Tjörnarp. Den är församlingskyrka i Höörs församling i Lunds stift.

## Kyrkobyggnaden
Kyrkan är byggd i gråsten efter ritningar av arkitekt Johan Fredrik Åbom. Den invigdes den 6 november 1864. Vid samma tid revs Tjörnarps gamla kyrka, vars ruin fortfarande kan ses 300 meter från den nuvarande kyrkan.
En renovering genomfördes år 1933 då nya kyrkbänkar tillkom. Vid mitten av 1950-talet ersattes långhusets och korets skiffertak med dubbelfalsad kopparplåt. Vid en renovering 2004 återfick kyrkan sin ursprungliga gula färg.

## Inventarier
- Dopfunten i sandsten med palmettmönster är från 1100-talet.
- Dopfatet från 1600-talet är tillverkat i mässing.
- Orgeln från 1873 har 13 stämmor och två manualer.
- Altartavlan är utförd av den tyske konstnären Otto Kühne och är en kopia av en del av en större målning utförd av den ungerske konstnären Mihály Munkácsy. Tavlan tillkom år 1933 och dess motiv är Kristus på korset. Altaret hade tidigare ett förgyllt kors.
- Predikstolen med ljudtak är tillverkade efter ritningar av kyrkans arkitekt. Den runda korgen och det runda ljudtaket har grå marmorering med förgyllda detaljer.
- Den stora kyrkklockan är tillverkad 1739 och omgjuten på 1700-talet.
- Den lilla klockan tillverkades 1775 och blev omgjuten 1864.

### Orgel
- 1873 byggde Anders Victor Lundahl, Malmö en orgel med 7 stämmor. Den avsynades onsdag 28 maj 1873.[1]
- Den nuvarande orgeln byggdes 1955 av Frederiksborgs Orgelbyggeri, Hilleröd, Danmark och är en mekanisk orgel.

| Manual I     | Manual II        | Pedal       | Koppel |
| Principal 8´ | Rörflöjt 8´      | Subbas 16´  | I/P    |
| Gedackt 8    | Principal 4'     | Oktavbas 8´ | II/P   |
| Oktav 4'     | Spetsflöjt 4'    | Koralbas 4' | II/I   |
| Oktav 2'     | Blockflöjt 2'    |             |        |
| Mixtur 3 kor | Terscymbel 3 kor |             |        |

## Bildgalleri

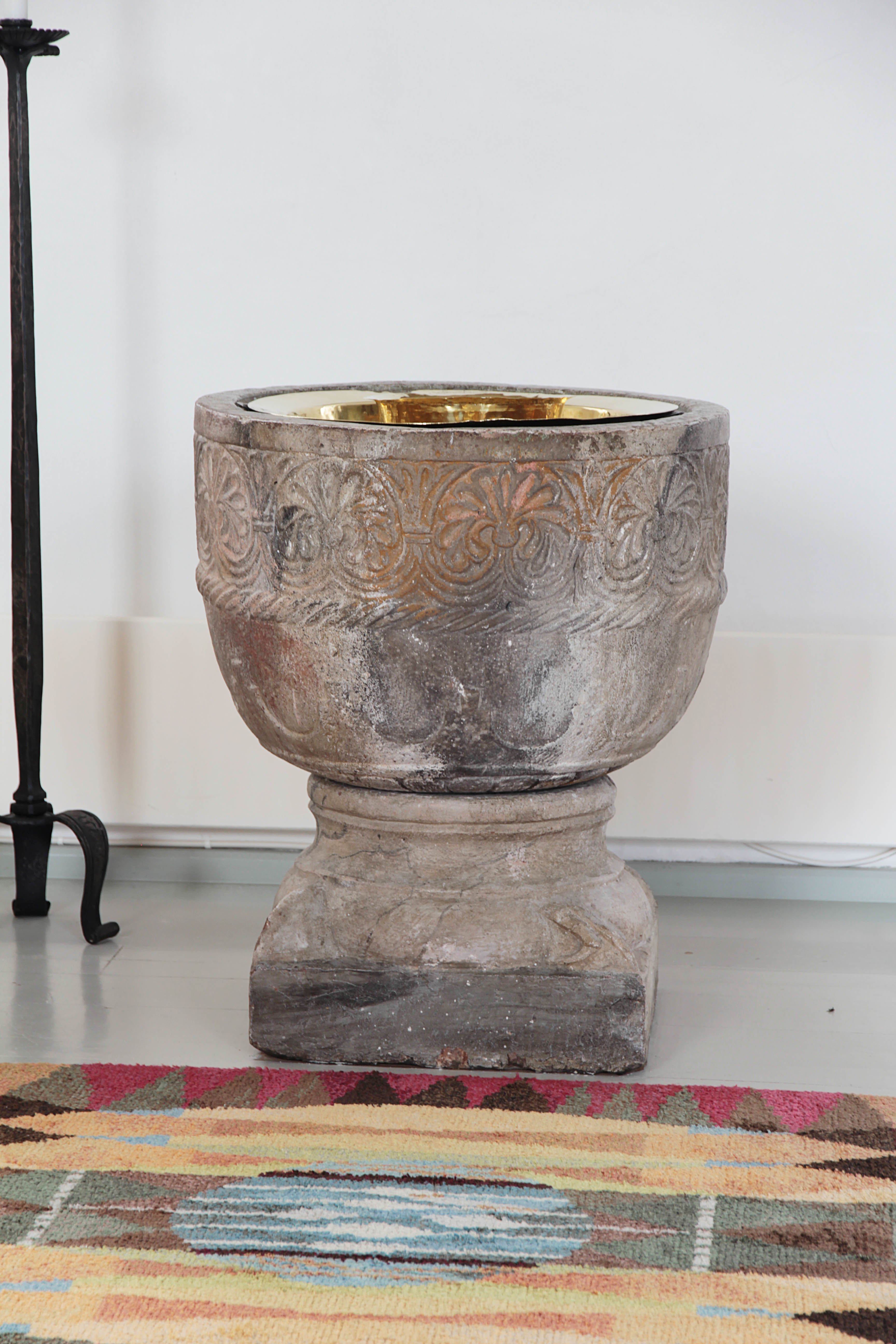
Dopfunt
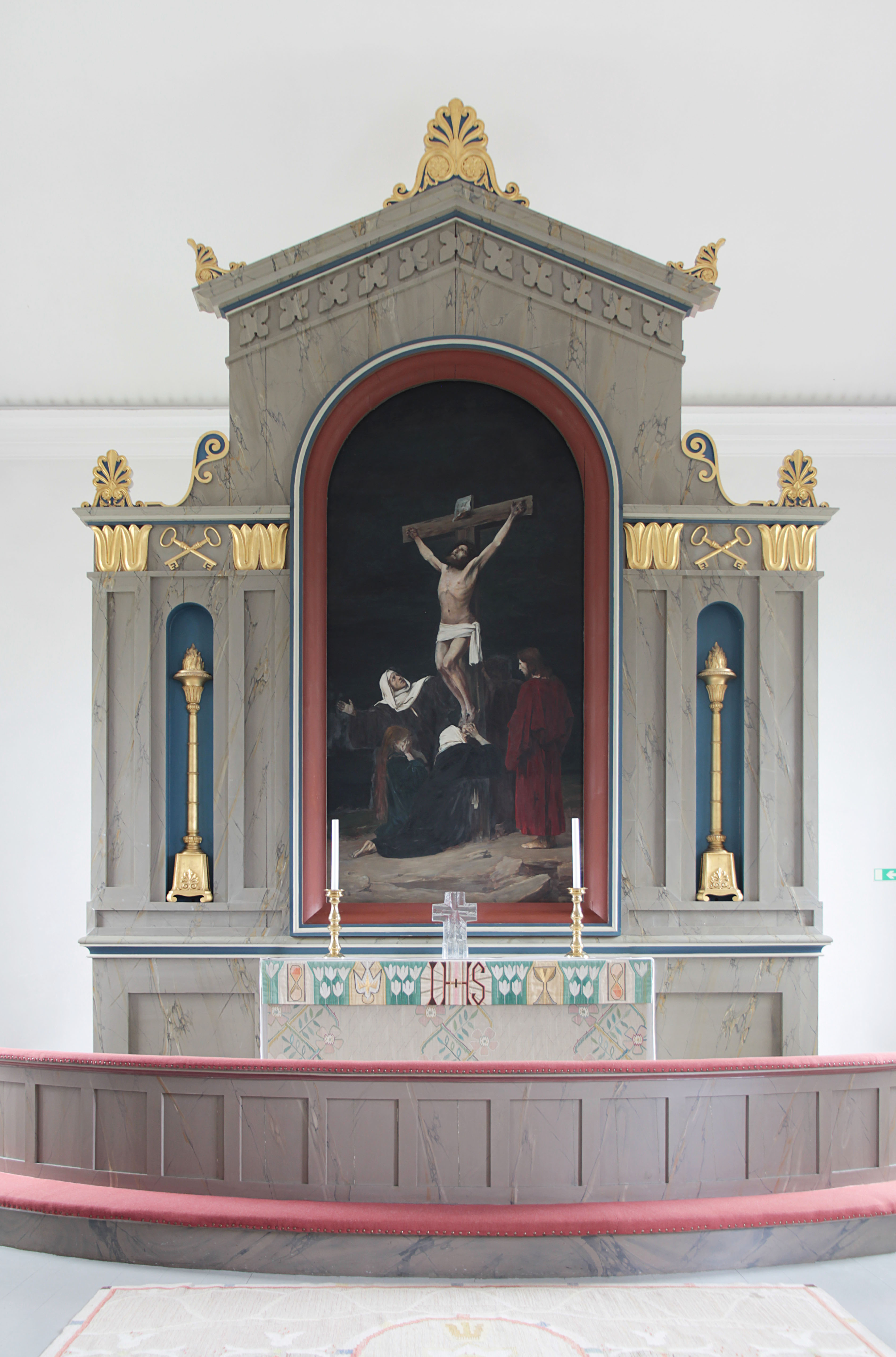
Altare
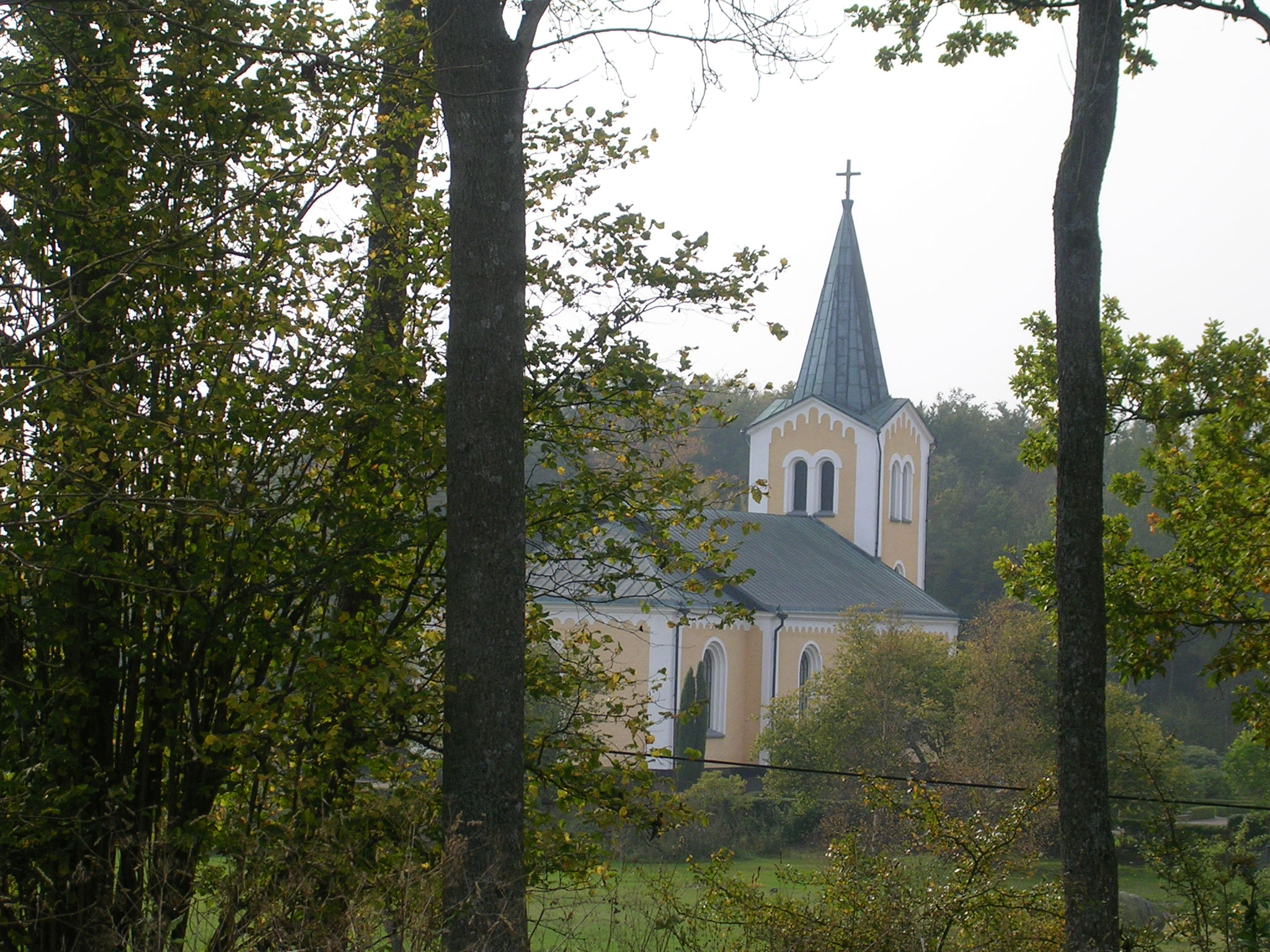
Tjörnarps kyrka sedd från gamla kyrkan.
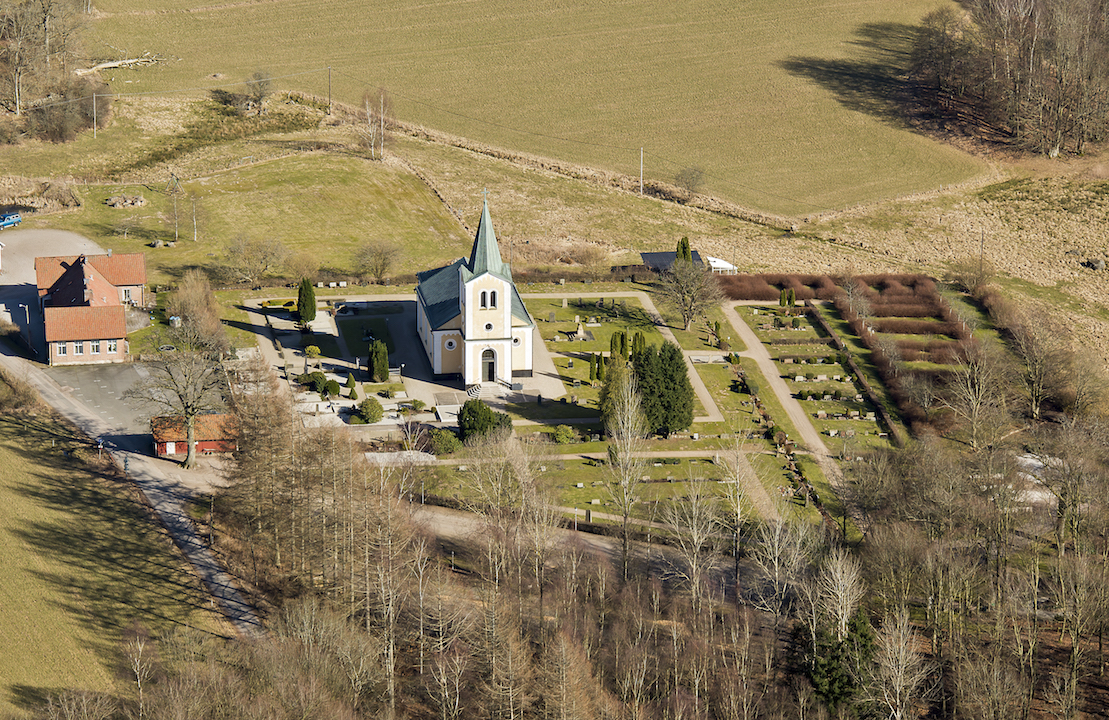
Flygvy.